# 4977 Rauthgundis
4977 Rauthgundis eller 2018 P-L är en asteroid i huvudbältet som upptäcktes den 24 september 1960 av den nederländsk-amerikanske astronomen Tom Gehrels och det nederländska astronomparet Ingrid van Houten-Groeneveld och Cornelis Johannes van Houten vid Palomarobservatoriet. Den är uppkallad efter Rauthgundis Seitz, en vän till en av upptäckarna.
Asteroiden har en diameter på ungefär 3 kilometer.